# Samantha Noble
Samantha C. Noble (Adelaide; 15 de mayo de 1981) es una actriz australiana que ha trabajado en series de televisión y cine. Actualmente es conocida por su papel como Jade/Amitiel en Gabriel, y ha aparecido en varias películas incluyendo See No Evil y Court of Lonely Royals.

## Biografía

### Vida personal
Samantha nació en Adelaide, South Australia, hija del actor John Noble; tiene un hermano y una hermana, Jessica y Daniel. Asistió a Brigidine College Randwick, (Sídney). Completó su maestría en la Universidad de Sídney en 2004 y luego decidió después de graduarse que quería ser actriz. 
En 2001, Samantha se graduó BA en Drama, Historia, y Educación de la Universidad Católica de Australia. Enseña actuación en varias escuelas de cine en Sídney y Los Ángeles. Toca el piano, la guitarra, y el saxofón. Actualmente vive en Nueva York.

### Carrera
Samantha es el rostro de Fosters Lager en América, Samantha ha protagonizado varias series, incluyendo Home and Away y All Saints. También ha participado en varios cortometrajes incluyendo Taxi Ride, How To Hurt, Lost Little Girl y Dead Man's Creek.
Interpretó a Trish Wellington en el piloto de presentacnión en Harpers Island.

## Filmografía
| Año   | Título                 | Papel           |
| 1997– | Home and Away          |                 |
| 1998– | All Saints,            | Ebony Trafford  |
| 2006  | Court of Lonely Royals | Charlene Parker |
| 2006  | See No Evil            | Kira Vanning    |
| 2007  | Nailed                 | La hija         |
| 2007  | Gabriel                | Jade/Amitiel    |
| 2008  | The Gates of Hell      | Leah            |